# Leutea
Leutea är ett släkte i familjen flockblommiga växter. Det beskrevs av Michail Pimenov 1987.

## Arter
Släktet omfattar tio arter i Irak, Iran och Turkmenistan:
- Leutea avicennae Mozaff.
- Leutea gracillima Pimenov
- Leutea kurdistanica Mozaff.
- Leutea nematoloba (Rech.f.) Pimenov
- Leutea petiolaris (DC.) Pimenov
- Leutea polyscias (Boiss.) Pimenov
- Leutea rechingeri (Leute) Pimenov
- Leutea sclerophylla (Boiss. & Hausskn.) V.M.Vinogr.
- Leutea translucens (Rech.f.) Akhani & Salimian
- Leutea turcomanica (Schischk.) V.M.Vinogr.